# Andreï Gavrilov
Pour les articles homonymes, voir Gavrilov.
Andreï Vladimirovitch Gavrilov (en russe : Андрей Владимирович Гаврилов) né le 1er septembre 1955 à (Moscou) est un pianiste russe.

## Carrière
Son père, Vladimir Gavrilov (30 mai 1923 - 4 décembre 1970), était l'un des éminents peintres russes du milieu du XXe siècle. Il prend enfant ses premières leçons de piano avec sa mère, Assanetta Eguiserian (20 décembre 1925 - 29 novembre 2006), elle-même élève de Heinrich Neuhaus puis il fait des études musicales au Conservatoire de Moscou. Il travaille ensuite avec Sviatoslav Richter et remporte le premier prix au Concours international Tchaïkovski en 1974. En 1985 il est autorisé par les autorités soviétiques à quitter l'URSS pour séjourner à Londres. Son large répertoire s'étend de Bach aux compositeurs russes dont il est un interprète remarqué.
Il a publié son autobiographie : "Tschaikowski, Fira und ich", traduite en anglais ("Andrei, Fira and Pitch: Scenes from a Musician Life").

## Discographie sélective
- Préludes de Scriabine EMI 1984
- Préludes de Rachmaninov EMI 1984
- Roméo et Juliette de Prokofiev, Gaspard de la nuit de Ravel, etc. DG 1993

## Source
- Alain Pâris, Dictionnaire des interprètes et de l'interprétation musicale, Bouquins/Laffont, 1989, p. 400.